# Швейнфурт, Георг Август
Георг Август Швейнфурт (нем. Georg Schweinfurth, 29 декабря 1836 года, Рига — 19 августа 1925 года, Мюнхен) — немецкий путешественник и первооткрыватель, исследователь новых земель на африканском континенте, естествоиспытатель и ботаник.

## Биография
Родился в Риге, в остзейской семье. Его отец был богатым торговцем алкоголем, а акцент делал на винах, выполняя посредническую функцию в распространении напитков. Образование получил в самых известных университетах Германии, в таких как Гейдельбергский университет и Мюнхенский университет (учился с 1856 по 1862), где заинтересовался двумя реалиями, предопределившими его дальнейшую деятельность: путешествиями и ботаникой.
Его двоюродный брат художник-пейзажист Эрнст Швейнфурт.

### Первая экспедиция
В первый год после окончания естественных штудий Швейнфурт был направлен в исследовательскую экспедицию на территории Египта, где занимался изучением ботанических реалий местности, вплотную изучал некоторые виды растений. Экспедиция продолжила свои изыскания на территории Восточного Судана, затем переместилась в район побережья Красного моря, где ученый-естествоиспытатель получил своеобразное «боевое крещение». Швейнфурту удалось первому провести широкомасштабное исследование гор Нубии, которое представляло научную ценность. Эта первая африканская экспедиция продлилась до 1866 года. В Берлине ученый обработал полученные данные и начал готовиться к новым путешествиям на научной основе. В частности, в 1868 году вышла первая карта, на которой было представлено разделение бассейна реки Нил на зоны по растительному и собственно географическому критериям.

### Вторая экспедиция
В 1869 году Георг Швейнфурт получил задание от Берлинской академии наук заняться подробным изучением бассейна реки Бахр-эль-Газаль. С этой целью было снаряжено новое путешествие. Швейнфурт отправился в экспедицию, ставившую перед собой как географические, так и ботанические цели — необходимо было осуществить широкомасштабное исследование растительности в местности, а также определить значение западных притоков Нила, которые соединялись в реку Бахр-эль-Газаль. В общем, следовало заняться подробной разработкой всех водоемов, формировавших нильскую акваторию. Из Хартума прибыл к рекам Джур, основательно исследовал её дельту, затем обратился к изучению реки Тондж. В итоге Швейнфурту удалось обнаружить истоки реки Джур, а также досконально исследовать реку Вау.В ходе экспедиционных поисков речных дельт, проходивших по пространству акваторий рек Нил — Конго 19 марта 1870 году ученый обнаружил доселе неизвестную реку Уэлле, открытием и научным описанием которой он прославился. Также Швейнфурт отметился на этнографической стезе; во всяком случае его считают первооткрывателем для Европы новых народов, в существовании которых не верили некоторые современные Швейнфурту этнографы. Посетив области Диур и Понго, Швейнфурт буквально набрёл на небольшое племя акка, в официальной европейской этнографии считавшееся полулегендарным. Путешественник прошёл через области Динка и Бонго, исследуя территорию проживания практически до Швейнфурта не изученной в этнографическом аспекте народности азанде — так называемую страну Ньям-Ньям. Однако, впервые столкнувшись с представителями азанде, Швейнфурт не усомнился в том, что это племя практикует каннибализм, беглым взглядом изучив их внешний вид и соответствующую символику: волосы были заплетены в удивительно длинные косы, на шеях красовались ожерелья из зубов недругов, в руках изогнутые сабли и практически непроницаемые щиты. Также им было открыто племя акка.
В 1871 году, Георг Швейнфурт, посетил двор известного работорговца из Судана Аз-Зубайр Рахма Мансура и описал его как «немного меньше, чем княжеский».
Путешественник постоянно сталкивался со многими походными опасностями, иногда по причине недостаточно подходящей экипированности, иногда из-за стихийных бедствий. Вернувшись в Хартум 21 июля 1871 года (в октябре он уже прибыл для презентации результатов экспедиции в Александрию после долгих странствий, ученый не смог предъявить практически ни одного дневникового листа и ни одного экспоната своей естественной коллекции, в которую входили и предметы экзотического быта азанде и акка. Тем не менее дневники удалось частично восстановить. Опытные данные, полученные в ходе экспедиции, удалось собрать в сборник «Im Herzen von Africa», где представлено подробное научное описание путешествия. Этот сборник был издан в Лейпциге в 1874 году и сразу был признан настоящим сокровищем среди географических сочинений об африканском континенте. Важным достижением Швейнфурта стало теоретическое определение истока Уэлле, который находился в Синих горах у озера Альберт.

### Последующие экспедиции
В 1873—1874 годах вместе с путешественником Герхардом Рольфсом Швейнфурт отправился в экспедицию в Ливийскую пустыню, где занялся детальным описанием различных видов растений и типов растительности, свойственных для местности. Больше всего внимания им было уделено оазису Эль-Хагре. Он произвёл детальную топографическую и ботаническую характеристику этой местности.
В 1874 году учёный посетил Каир по настоянию хедива, который собирал экспедиции, в которых участвовал Швейнфурт, проявивший интерес к флоре египетско-аравийской территории. По предложению хедива в 1875 году он основал Египетское Географическое общество, старейшее географическое общество в Африке, которым руководил до момента отбытия из Каира в 1888 году. На территории Египта и на Аравийском полуострове Швейнфурт занимался картографической съёмкой, проводил замеры местности и пополнял свою богатую и ценную для науки минералогическую коллекцию. В 1881 году Швейнфурт изучил флору и рельеф острова Сокотры, а позже, в 1888—1889 годах отправился в мини-экспедицию в Йемен, где с петрологической позиции исследовал структуру одноимённых гор, расположенных в Южной Аравии.

## Память

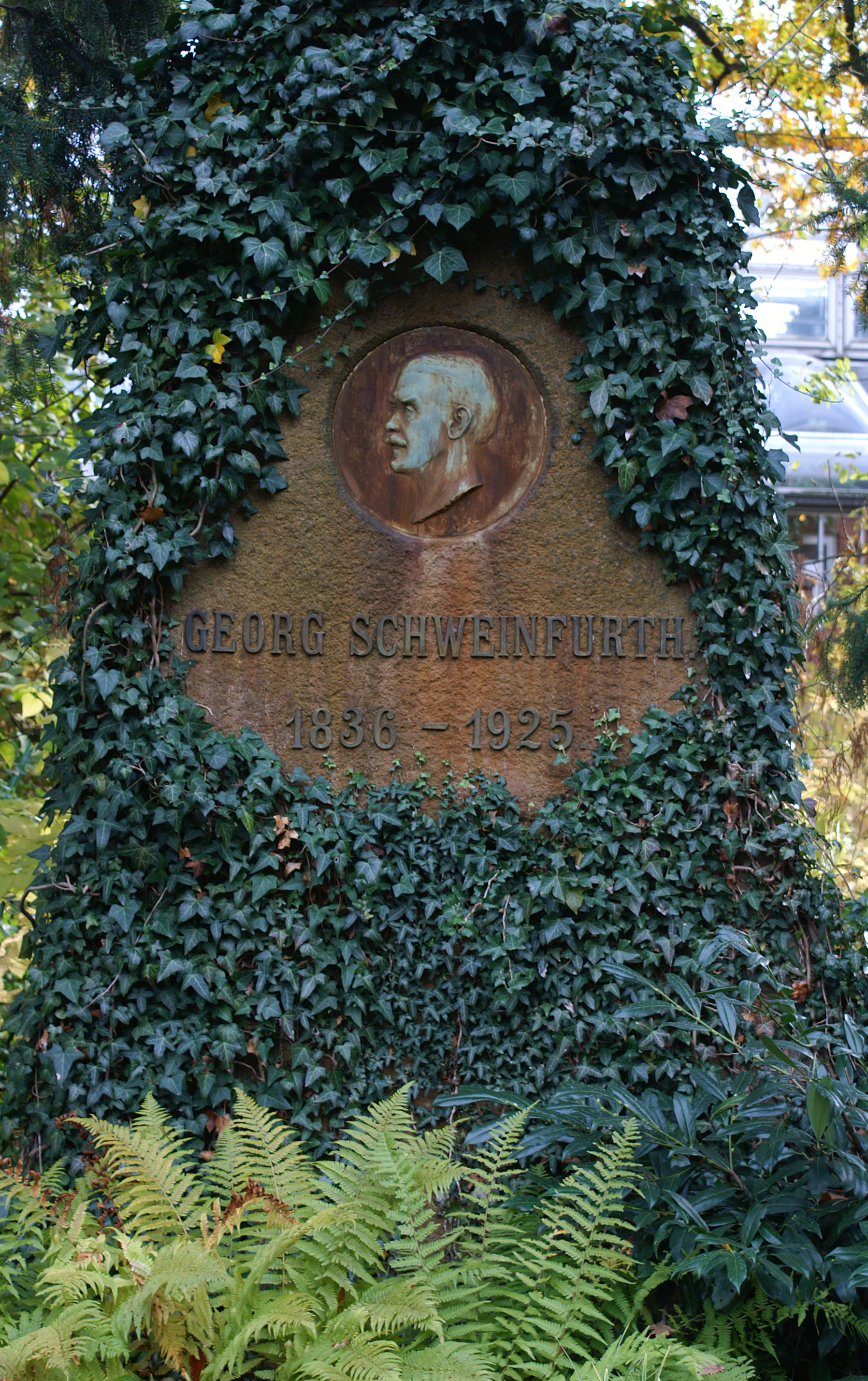
Надгробный камень Георга Швейнфурта в Берлине

Швейнфурт был похоронен в Ботаническом саду в Берлине. Его могила позже была объявлена почётным захоронением (нем. Ehrengrab) города Берлина.
Несколько улиц в городах Германии названы в его честь.